# Zerzeń

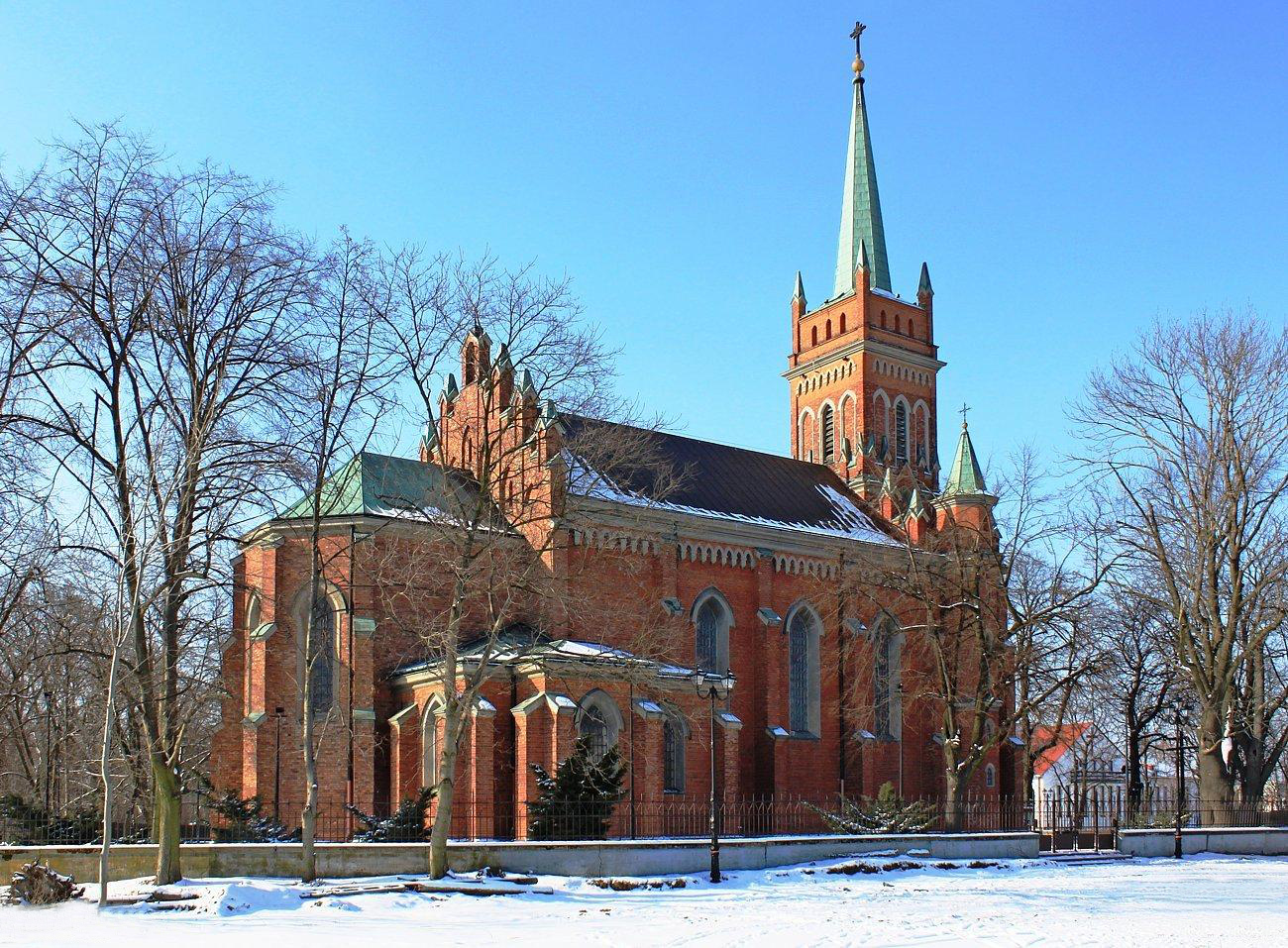
Kościół w Zerzniu

Zerzeń – osiedle i obszar MSI w dzielnicy Wawer w Warszawie.
Charakteryzuje się niską zabudową. Głównymi ciągami komunikacyjnymi są ulice Wał Miedzeszyński oraz Trakt Lubelski. Osiedle zamieszkuje około 3 tys. mieszkańców. W dzielnicy znajduje się jedna z najstarszych warszawskich parafii – Wniebowzięcia NMP – oraz częściowo zabytkowy cmentarz parafialny. W ramach osiedla Zerzeń można wyróżnić odrębne obszary takie jak Borków, Borków Kolonia, Kuligów, Zastów i Zbytki.

## Granice
Według MSI granice Zerznia przebiegają od kanału Nowa Ulga wzdłuż ulicy Zastowskiej do ulicy Spadowej, ul. Spadową do kanału Rów Zerzeński, dalej zachodnią granicą jeziora Żabie do kanału Nowe Ujście i dalej do granicy na Wiśle z dzielnicą Mokotów, wzdłuż niej do granicy z dzielnicą Wilanów i przedłużenia ul. Skalnicowej. Stamtąd do cieku wodnego i dalej na północ do ul. Chodzieskiej i tą ulicą do ul. Trakt Lubelski, następnie Traktem Lubelskim na południe i dalej za skrzyżowaniem z ul. Borków na wschód do kanału Zagoździańskiego. Na północ granica biegnie kanałem Zagoździańskim do kanału Nowa Ulga na wysokości ul. Zastowskiej.

## Historia

### Początki osadnictwa na ziemiach Zerznia
Pierwsi ludzie na terenach późniejszego Zerznia i okolic pojawili się najprawdopodobniej z końcem paleolitu, kiedy zakończyło się zlodowacenie północnopolskie, około 14 – 10 tysięcy lat temu. Były to koczownicze plemiona, zajmujące się myślistwem i zbieractwem. Ówczesny klimat, który po ustąpieniu lądolodu znacznie się ocieplił, bardzo im sprzyjał. Ich członkowie budowali tymczasowe obozowiska, których liczne ślady przetrwały do dziś. W późniejszych czasach ziemie polskie zajęły plemiona, prowadzące osiadły tryb życia.
W okolicach Zerznia odkryto ślady bytności człowieka z czasów epoki brązu i wczesnego żelaza, m.in. groby całopalne z okresu kultury łużyckiej (1300 – 400 p.n.e.) i cmentarzysko czynne przez 200 – 250 lat zbudowane przez ludzi kultury grobów kloszowych, zawierające 55 grobów kloszowych i jamowych, niedaleko natomiast miejsce palenia zwłok na stosie.

### Czasy średniowieczne
Zerzeń to stara, średniowieczna wieś, sięgająca swoją historią początków II tysiąclecia n.e. Henryk Wierzchowski przypuszcza, że mogła znajdować się w składzie uposażenia opactwa w Mogilnie dokonanego przez Bolesława Szczodrego. Badania archeologiczne wykazały, że niewielka osada wczesnośredniowieczna istniała na terenie Zerznia już w XII – XIII wieku, jeżeli nie wcześniej. Dobra zerzeńskie obejmowały pas ziemi ciągnący się od Wisły na wschód w kierunku dóbr Miłosna. Od południa sąsiadowały z nimi dobra miedzeszyńskie, od północy – zastowskie. Na wschodzie rozciągał się gęsty bór, bliżej Wisły dominowały natomiast łąki i pola żyznych madów rzecznych, występował tam także las łęgowy. Sąsiedztwo Wisły i rozległych puszcz mazowieckich sprzyjały rozwojowi osadnictwa.
Wieś Zerzno do 1338 roku była własnością Opactwa Benedyktynów w Płocku.

### Czasy nowożytne
Wieś szlachecka Rzizno położona była w 1580 w powiecie warszawskim ziemi warszawskiej województwa mazowieckiego.

## Inne informacje
W roku 2015 powstał film dokumentalny „Osada Zerzeń” ukazujący losy mieszkańców i przedstawiający historie znane nielicznym, najstarszym mieszkańcom.